# Ереван (градина)
Градината „Ереван“ се намира на улица „Владайска“, зад Министерство на земеделието в София.
На 10 септември 2008 г. в градината е открит хачкар от кметовете на София и Ереван – Бойко Борисов и Ерванд Захарян. Той е дарение от град Ереван в знак на приятелство между двата града. На откриването присъстват посланикът на Армения в България Сергей Манасарян, представители на Арменската апостолическа църква в България и от арменската общност в страната. На гърба на хачкара са издълбани арменската и българската азбуки.
На 4 юни 2016 г. е поставен паметен знак в чест на Георги Бенковски, където има предположение, че е погребана неговата глава.